# 洪家疃
洪家疃是位于安徽省巢湖市黄麓镇的一个自然村。该村历史悠久，始建于明朝初年，是洪武大移民所产生的徽州移民村落。村内徽派建筑古色古香，九龙攒珠的建筑格局精巧别致。洪家疃也是著名将领张治中先生的故乡。张治中先生一手创办的黄麓师范学校坐落于村侧。2013年，洪家疃被评为安徽省特色景观旅游名村。2014年，入选第三批中国传统村落名录。2016年，洪家疃古村落被评选为国家3A级旅游景区。

## 历史
江淮流域在南宋至元朝数百年的征战之后，稼穑不修，遍地疮痍。为此，明朝朱元璋皇帝发动了规模浩大的洪武大移民，发动人口稠密地区的人民到荒芜的土地上开垦耕作。其中就包括从徽州移民到江淮流域的部分。来自徽州的徐氏、黄氏和庄氏在西黄山脚下修筑了一座水坝，并居住在水坝旁，称为“徐家坝”。徐家坝就是洪家疃的最早期的雏形。
到了清代，徐家坝的庄氏，由于族人触犯了朝廷，因此举族迁离了徐家坝。此时，洪氏家族开始迁入徐家坝。村庄名称也由徐家坝变成了洪家疃。随后，东部小村的张氏也慢慢迁入。洪氏和张氏逐渐发展成为洪家疃最具规模的家族。至近代，洪家疃已发展成为西黄山脚下最大的村落。
1928年，张治中将军在村庄北侧建立起了“黄麓学校”。1933年，为了培养师资力量，又在村东的山岗上建立起了“安徽省立黄麓简易乡村师范学校”。随着黄麓乡师办学的发展，洪家疃随之成了全国乡村教育示范区的核心。